# Clemens Pornschlegel
Clemens Pornschlegel (* 1958 in Mannheim) ist ein deutscher Literaturwissenschaftler.

## Leben
Pornschlegel studierte von 1980 bis 1987 Germanistik, Philosophie, Musikwissenschaft und Romanistik an der Albert-Ludwigs-Universität Freiburg und an der Universität Paris VIII. 1992 wurde er an der Universität Freiburg mit der Dissertation Der literarische Souverän – Studien zur politischen Funktion der deutschen Dichtung promoviert. Seine Habilitation folgte 1999 an der Ludwig-Maximilians-Universität München.
Von 1988 bis 1993 war Pornschlegel als Lektor des Deutschen Akademischen Austauschdienstes an der Universität François Rabelais Tours tätig. Von 1993 bis 2000 arbeitete er an der LMU München als Wissenschaftlicher Assistent bei Gerhard Neumann. 2001 erhielt Pornschlegel zunächst eine ordentliche Professur für civilisation allemande an der Université de Montréal und dann von 2002 bis 2005 an der Université de Franche-Comté in Besançon. Seit 2005 ist Clemens Pornschlegel Professor für Neuere deutsche Literatur an der Universität München.
Seit 2015 leitet Clemens Pornschlegel – gemeinsam mit Dominik Finkelde (Hochschule für Philosophie München) –  die Gesprächsreihe Lagebesprechungen. Die Gespräche widmen sich Analysen der Gegenwart im Kontext zeitgenössischer Theoriebildung an den Schnittstellen von Philosophie, Politik, Literatur und Religion.

## Forschungen
Im Jahr 2000 hatte Pornschlegel einen Forschungsaufenthalt an der Fondation Maison des Sciences de l’Homme in Paris. Von 2009 bis 2011 leitete er im Rahmen der Exzellenzinitiative an der LMU München das Internationale Forschungskollegs Gegenwelten. Religiöse Ordnungsmodelle der säkularen Moderne. In dem Kolleg ging es um Fragen zum Verhältnis von Säkularisierung und christlicher Religion in der europäischen Moderne und um eine erkennbare Erschöpfung des Säkularisierungsparadigmas.
Von 2012 bis 2013 forschte Pornschlegel als Fellow am Kulturwissenschaftlichen Kolleg der Universität Konstanz. Von 2016 bis 2017 war er an der Universität München ein Mitglied im Schwerpunktprogramm Global Capitalism am Center for Advanced Studies (CAS). Das Programm leitete Stephan Lessenich.

## Mitgliedschaften
- Assoziiertes Mitglied des Institut d’études avancées, Nantes
- Assoziation Ars Dogmatica, Paris, zum Werk von Pierre Legendre
- Bayerische Akademie des Schreibens

## Veröffentlichungen

### Monografien
- Der literarische Souverän. Studien zur politischen Funktion der deutschen Dichtung bei Goethe, Heidegger, Kafka und im George-Kreis. Rombach, Freiburg 1994, ISBN 978-3-7930-9103-5.
- Penser l’Allemagne. Littérature et politique aux XIXème et XXème siècles. Fayard, Paris 2009
- Hyperchristen. Brecht, Malraux, Mallarmé, Brinkmann, Deleuze. Studien zur Präsenz religiöser Motive in der literarischen Moderne. Turia + Kant, Berlin/Wien 2011, ISBN 978-3-85132-658-1.
- Nach dem Poststrukturalismus. Französische Fragen der 1990er und 2000er Jahre. Essays zu Olivier Rolin, Gilles Châtelet, Maurice G. Dantec, Mara Goyet, Claude Lefort, Alain Supiot, Pierre Legendre. Turia + Kant, Berlin/Wien 2014, ISBN 978-3-85132-723-6.
- Allegorien des Unendlichen. Hyperchristen 2. Zum religiösen Engagement in der literarischen Moderne. Kleist, Schlegel, Eichendorff, Hugo Ball. Turia + Kant, Berlin/Wien 2017, ISBN 978-3-85132-855-4.[6]

### Herausgeberschaft
- zusammen mit Ethel Matala de Mazza: Inszenierte Welt. Theatralität als Argument literarischer Texte. Rombach, Freiburg im Breisgau 2003,
- zusammen mit Martin Stingelin: Nietzsche und Frankreich. De Gruyter, Berlin 2009, ISBN 978-3-11-019331-2.
- zusammen mit Sabine Biebl: Paulus-Lektüren der Gegenwart. Religiöse Ordnungsmodelle der Moderne, Bd. 1. Fink, Paderborn 2012, ISBN 978-3-7705-5312-9
- zusammen mit Thorben Päthe: Zur religiösen Signatur des Kapitalismus. Religiöse Ordnungsmodelle der Moderne, Bd. 2. Fink, Paderborn 2016, SBN: 978-3-7705-5310-5.
- zusammen mit Helen Müller: Heiner Müller: „Für alle reicht es nicht.“ Texte zum Kapitalismus. Suhrkamp, Berlin 2017, ISBN 978-3-518-12711-7.
- seit 2010 zusammen mit Georg Mein deutschsprachige Gesamtausgabe der Schriften von Pierre Legendre beim Verlag Turia + Kant, Berlin/Wien